# Coalla (departamento)
Coalla é um departamento ou comuna da província de Gnagna no Burkina Faso. A sua capital é a cidade de Coalla.
Em 1 de julho de 2018 tinha uma população estimada em 60261 habitantes.